# The Burning Moon
The Burning Moon ist der zweite Film des deutschen Splatterfilmregisseurs Olaf Ittenbach. Er entstand 1992.

## Handlung
Peter wird von seinen Eltern gedrängt, sich in einer Apotheke um einen Ausbildungsplatz zu bewerben. Es zeigt sich jedoch, dass er keine Lust auf Arbeitssuche hat und er verlässt nach einem kurzen Gespräch die Apotheke. Ein Freund fährt mit ihm abends zu einem Treffen ihrer Clique. Die Clique liefert sich mit einer rivalisierenden Bande eine blutige Schlägerei. Als Peter nach Hause kommt, verlangen seine Eltern von ihm, dass er auf seine kleine Schwester aufpassen soll, weil sie wegfahren. Peter weigert sich und macht Ärger, sein Vater wird daraufhin handgreiflich. Als die Eltern weg sind, spritzt Peter sich Heroin und geht auf den Balkon. Dort schaut er in den Vollmond, und in seinem Drogenrausch glaubt er, den Vollmond brennen zu sehen (daher der Filmtitel). Als Peters kleine Schwester nicht schlafen kann, setzt er sich auf ihr Bett und erzählt ihr folgende Geschichten:
Julia’s Love
Ein ausgebrochener Massenmörder verliebt sich in Julia. Als diese in seinem Auto sitzt und er Zigaretten holen geht, hört sie im Radio, dass der Wagen als gestohlen gemeldet wurde. Sie rennt weg, vergisst aber ihr Portemonnaie mit ihrer Adresse. Als der Massenmörder feststellt, dass Julia davongelaufen ist, fährt er zu ihrer Anschrift und bringt ihre ganze Familie und einen Bekannten um. Julia wird schließlich jedoch von einem Polizisten gerettet, der den Massenmörder durch einen Kopfschuss tötet.
The Purity
Der Priester eines kleinen, verschlafenen Örtchens ist dem Teufel verfallen. Auf seiner Suche nach dem ewigen Leben opfert er Luzifer zahlreiche Dorfbewohner. Als der Pfarrer nach einem weiteren Doppelmord über seine Taten nachdenkt, tötet er sich schließlich mit einer Pistole selbst, ohne dass jemand erfahren hätte, dass er der eigentliche Serienmörder ist. Die Dorfbewohner verdächtigen nun den Dorftrottel, welcher in ihrem Auftrag von einem bezahlten Mörder gelyncht wird. Nach der Tat hat der Mörder einen Traum, in dem er in der Hölle verstümmelt und anschließend auseinandergerissen wird. Nach diesem Traum sieht man ihn tot in seinem Zimmer liegen. 
Nachdem Peter die beiden Geschichten erzählt hat, ersticht er seine Schwester. Anschließend geht er auf den Balkon und schaut sich den Vollmond an. Er fängt an zu weinen und schneidet sich die Pulsadern auf. Danach sinkt er zu Boden und stirbt.

## Kritik
„Für 70.000 DM in schlichter Einfalt entstandener Amateurfilm, der bereits eine Wiederholungstat des Regisseurs darstellt.“

## Hintergründe
Da sein erster Film ein kommerzieller Erfolg war, konnte Olaf Ittenbach durch die Gelder seinen zweiten Film Burning Moon finanzieren. Der Film hatte ein viel höheres Budget als Black Past und somit konnte weitaus mehr Geld für die Spezialeffekte verwendet werden. Insgesamt lagen die Produktionskosten bei etwa 50.000 DM. Vor allem in Fankreisen der Horrorszene erntete der Film Begeisterung.
Wegen seiner Gewaltdarstellungen wurde der Film bundesweit beschlagnahmt. Um ihn wieder freizubekommen, mussten zwölf Minuten herausgeschnitten werden. Diese Fassung ist mit einer offiziellen Freigabe der FSK mit einer Altersempfehlung ab 18 Jahren auf VHS erschienen. Die späteren deutschen Veröffentlichungen auf DVD beinhalten wiederum die ungeschnittene Fassung.
Etwa drei Monate nach der Veröffentlichung kam es zu einer Hausdurchsuchung bei Ittenbach und der Film wurde bundesweit beschlagnahmt. Ittenbach selbst wurde nach § 131 StGB (Gewaltdarstellung) zu einer Zahlung von 5000 DM verurteilt.

## Trivia
In einer Szene von Julia’s Love schaut Julias Vater Fernsehen und sagt, dass nur Scheiße im TV läuft. Die Szene, die zu sehen ist, stammt von Ittenbachs erstem Film Black Past.